# جون بيرن
جون بيرن (بالإنجليزية: John Byrne)‏ ، من مواليد 1 فبراير 1961 ، لاعب كرة قدم إيرلندي.
لعب مع منتخب إيرلندا لكرة القدم.

## وصلات خارجية
- جون بيرن على موقع الاتحاد الدولي (مؤرشف)  (الإنجليزية)
- جون بيرن على موقع الاتحاد الأوربي (الإنجليزية)
- جون بيرن على موقع قاعدة بيانات كرة القدم.إي يو (الإنجليزية)
- جون بيرن على موقع ناشيونال فوتبول تيمز (الإنجليزية)
- جون بيرن على موقع Soccerbase.com (لاعب) (الإنجليزية)
- جون بيرن على موقع عالم كرة القدم.نت (الإنجليزية)